# Cleistanthus duvipermaniorum
Cleistanthus duvipermaniorum är en emblikaväxtart som beskrevs av J.Leonard. Cleistanthus duvipermaniorum ingår i släktet Cleistanthus och familjen emblikaväxter. Inga underarter finns listade i Catalogue of Life.